# Comuna Škabrnja, Zadar
Škabrnja este o comună în cantonul Zadar, Croația, având o populație de 1.776 de locuitori (2011).

## Demografie
Componența etnică a comunei Škabrnja
     Croați (99,89%)
     Necunoscut (0%)
     Neclasificat (0,06%)
Componența confesională a comunei Škabrnja
     Catolici (99,72%)
     Necunoscută (0,11%)
     Alte religii (0,17%)
Conform recensământului din 2011, comuna Škabrnja avea 1.776 de locuitori. Din punct de vedere etnic, majoritatea locuitorilor (99,89%) erau croați. Din punct de vedere confesional, majoritatea locuitorilor (99,72%) erau catolici. Pentru 0,11% din locuitori nu este cunoscută apartenența confesională.